# Minoru Kobayashi
Minoru Kobayashi (小林 稔 Kobayashi Minoru?), född 14 maj 1976 i Kanagawa prefektur, är en japansk före detta fotbollsspelare.
Kobayashi började sin karriär 1999 i FC Tokyo. Han spelade 11 ligamatcher för klubben. Han avslutade karriären 2002.